# Torrent de na Mora
El Torrent de na Mora és un torrent de Fornalutx, Mallorca. És l'únic punt d'accés al mar d'aquest municipi.
Recull les aigües de la vall de Bàlitx, limitada pel Puig de Bàlitx, el Puig de la Bassa, la Muntanya de Moncaire i el Puig de l'Alzinar. La seva conca comprèn part dels municipis de Sóller, Fornalutx i Escorca. Passa molt a prop de la possessió de Bàlitx d'Avall, i després de superar uns quants desnivells importants, desemboca al Mar Mediterrani. És sovint transitat per excursionistes que fan el descens del torrent, en algunes parts a peu pla i, en algunes altres, amb la tècnica del ràpel.

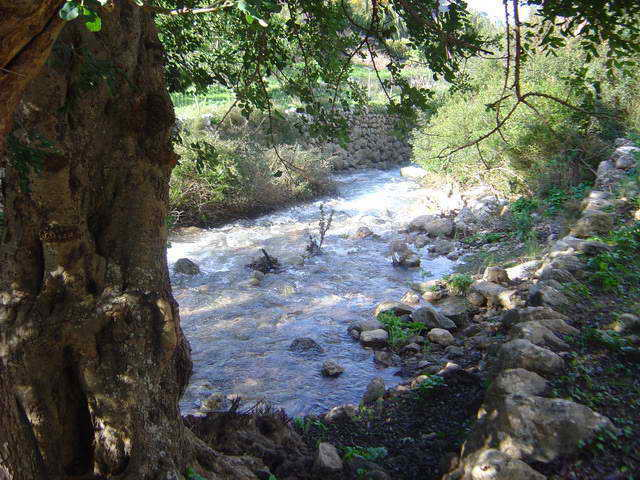
Part superior del torrent, prop de Bàlitx d'Avall.